# Mazowsze-Parcele
Mazowsze-Parcele, Parcele Mazowieckie – wieś w Polsce położona w województwie kujawsko-pomorskim, w powiecie toruńskim, w gminie Czernikowo.
W latach 1975–1998 miejscowość administracyjnie należała do województwa włocławskiego. Według Narodowego Spisu Powszechnego (III 2011 r.) liczyła 300 mieszkańców. Jest dziesiątą co do wielkości miejscowością gminy Czernikowo.